# 베드 배스 앤드 비욘드

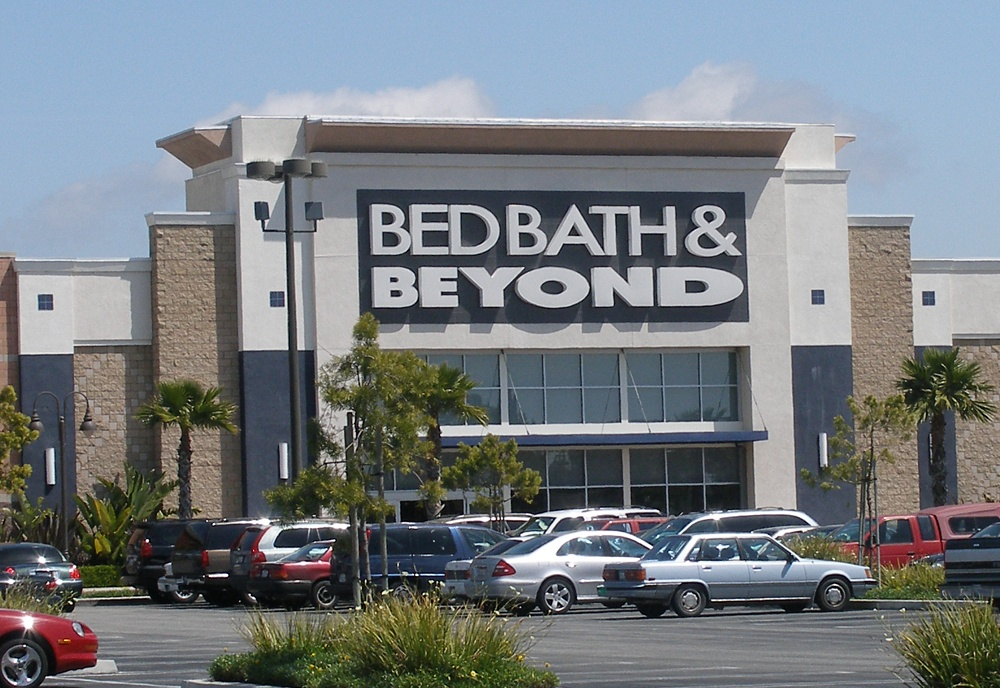
옥스나드에 위치한 베드 베스 앤드 비욘드

베드 베스 앤드 비욘드사(Bed Bath & Beyond Inc., 나스닥: BBBY)는 1971년에 건립되어 오늘날 미국 푸에트리코, 캐나다, 멕시코에서 상품 소매 시장의 체인점을 운영하고 있는 미국의 기업이다. 1971년에 설립되었다.
이 회사의 본사 주소는 다음과 같다: 650 Liberty Avenue, Union Township, Union County, New Jersey 07083.

## 뉴질랜드 체인
"베드 베스 앤드 비욘드"라는 동명의 뉴질랜드 체인이 있으나 미국의 기업과 관련은 없다.